# آوده‌اسخانس
آوده‌اسخانس (به هلندی: Oudeschans) یک منطقهٔ مسکونی در هلند است که در بلینگ‌وده واقع شده‌است. آوده‌اسخانس ۹۵ نفر جمعیت دارد.

## نگارخانه

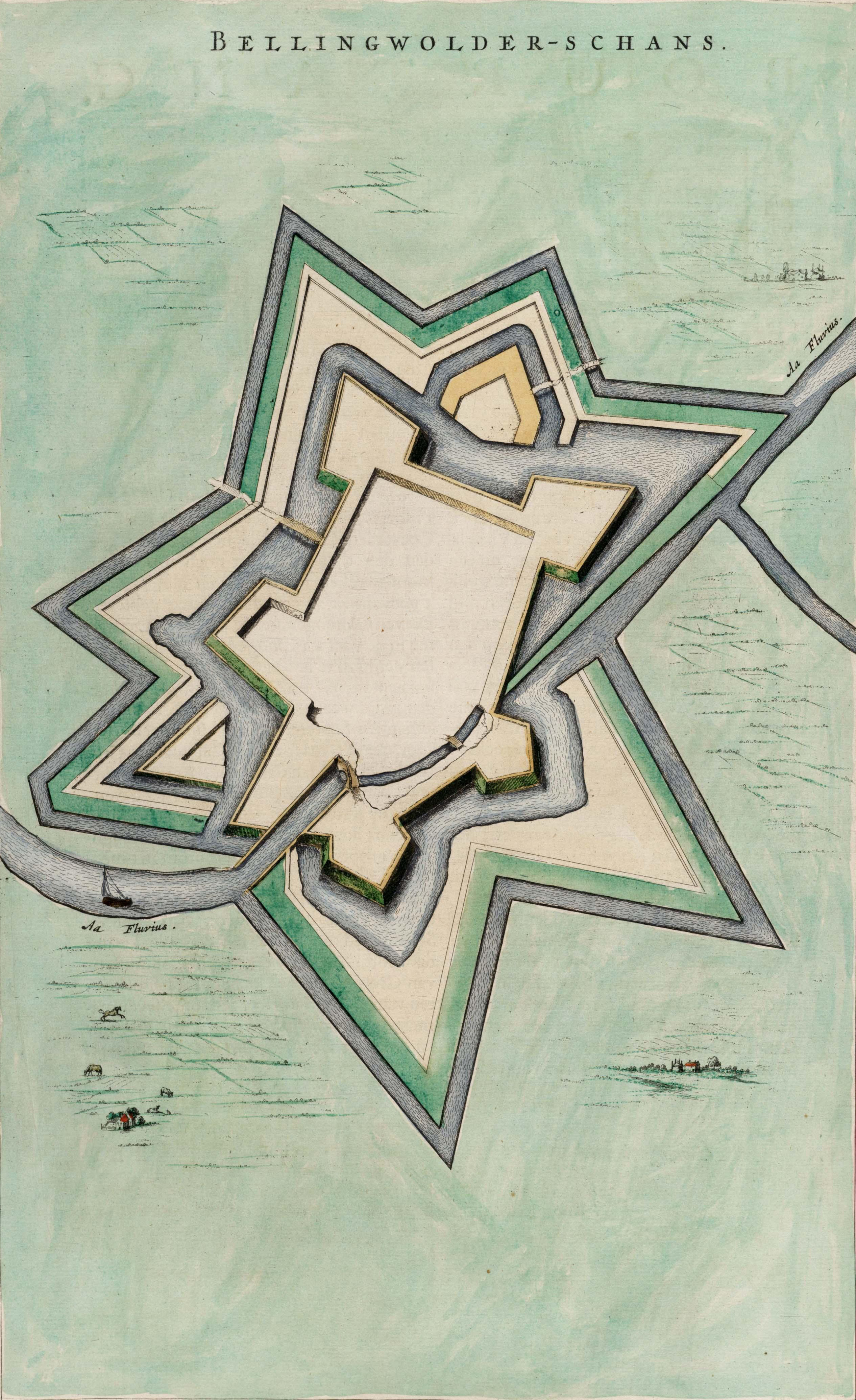
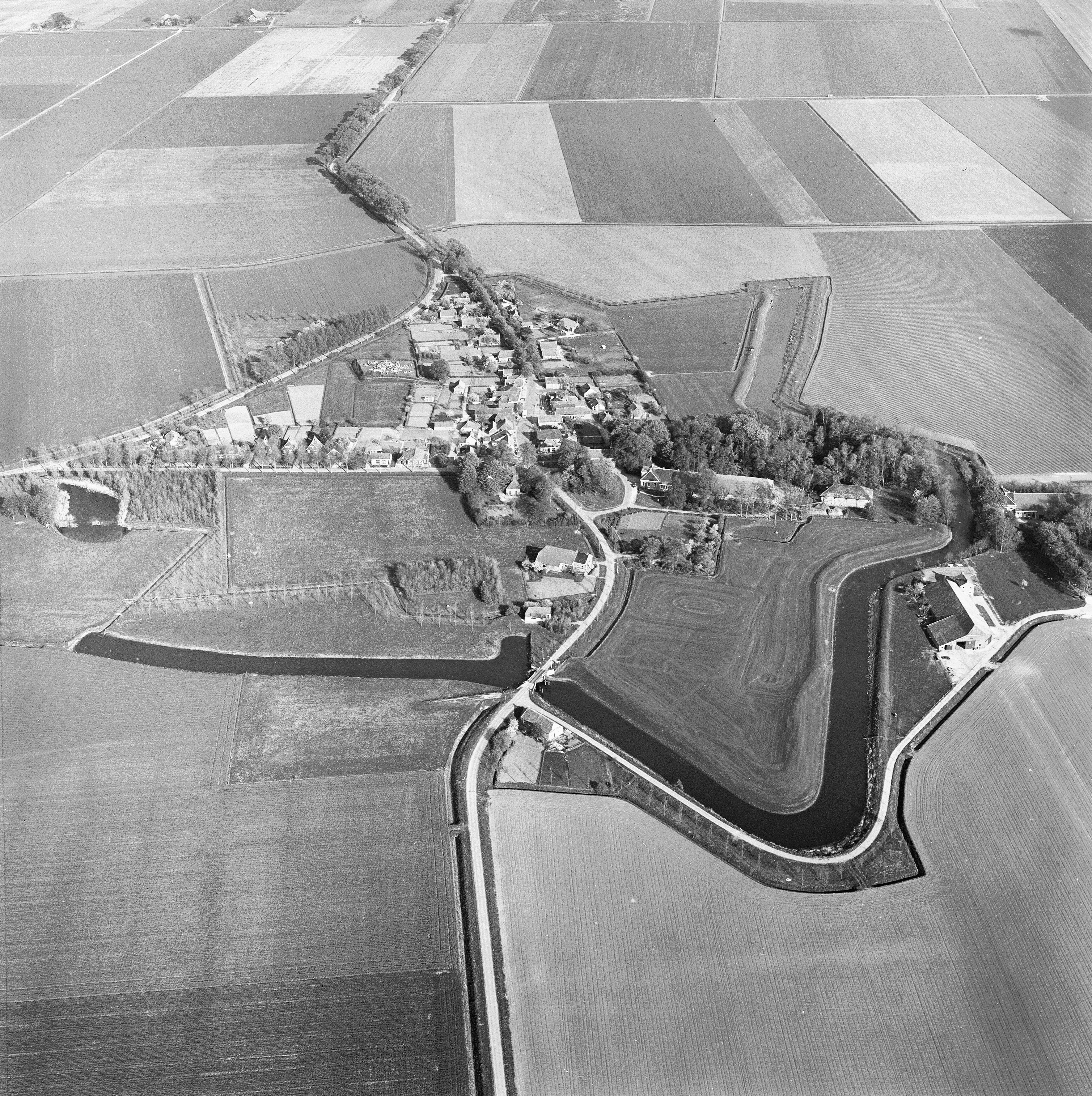
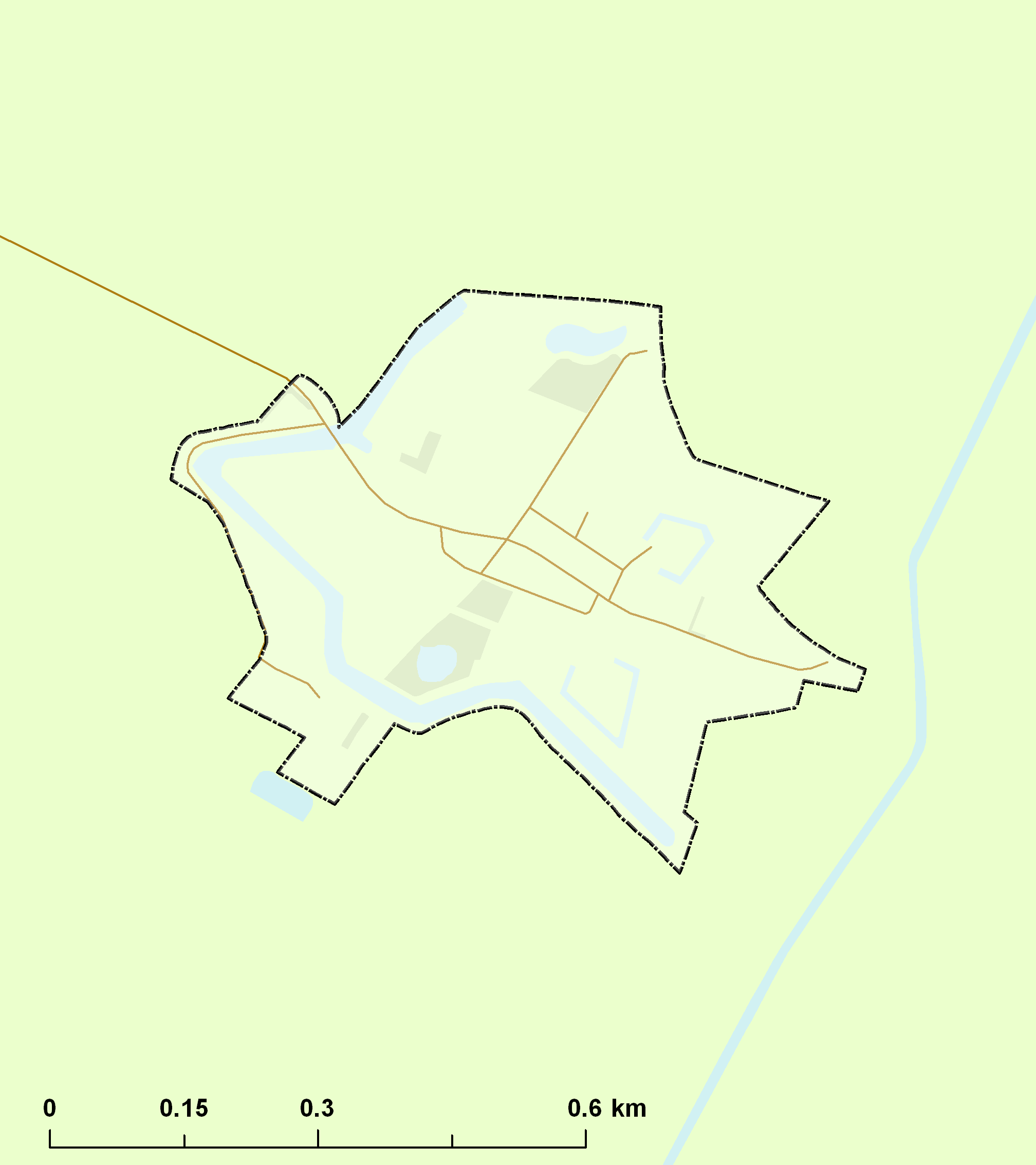